# Cuevas de Luna
Cuevas de Luna es una localidad y pedanía española perteneciente al municipio de Benamaurel, en la provincia de Granada, comunidad autónoma de Andalucía. Se encuentra a una altitud de 692 m y cuenta con una población de 62 habitantes (INE 2023). 
La localidad se sitúa a orillas del río Guardal, a la altura de la confluencia de este con el río Baza. Como en la mayoría de localidades de las comarcas de Baza y Huéscar la población habita en cuevas, de las cuales varias han sido acondicionadas recientemente para turismo rural. Por otra parte, cabe destacar la presencia de la Torre de las Cuevas de Luna (también conocida como El Castellón); elemento de un sistema defensivo de torres y atalayas de la comarca que data de la época árabe (siglos XII y XV), que mantiene comunicación visual con el cercano Castillo de Benzalema. En cuanto a deportes, el sendero de Gran Recorrido GR-7 atraviesa la localidad.
Cuevas de Luna cuenta con dos ermitas (una de ellas de reciente construcción) y celebra sus fiestas a mediados de agosto en honor a la Virgen del Carmen.
- Datos: Q5794312